# Pritchardia aylmer-robinsonii
Pritchardia aylmer-robinsonii là một loài cọ đặc hữu của hòn đảo Niʻihau, Hawaii, Hoa Kỳ. Nó mọc ở các khu rừng khô nhiệt đới ven biển của Hawaii ở độ cao 70–270 m (230–890 ft). P. aylmer-robinsonii cao tới 7–15 m (23–49 ft) và đường kính thân cây tới 20–30 cm (7,9–11,8 in). Harold St. John phát hiện ra loài này vào năm 1949, và phần mở rộng của danh pháp này là tên của Aylmer Francis Robinson, một thành viên của gia đình sở hữu hòn đảo này. P. aylmer-robinsonii đã được tái di thực tới khu bảo tồn Makauwahi Cave trên đảo Kauaʻi, nơi mà trước đây người ta cho rằng chúng đã từng mọc ở đây.